# Factor de crecimiento transformante beta 2
El factor de crecimiento transformante beta 2 (TGF beta 2, TGF-β2) es una proteína de la familia de las citocinas que interviene en muchas funciones celulares y tiene un papel esencial durante el desarrollo embrionario.

## Descripción
Es una proteína extracelular glicosilada. Hay dos isoformas descritas de esta proteína, originadas por splicing alternativo del mismo gen. La secuencia completa de aminoácidos codificada por el gen TGFB2 fue determinada en 1987. Se descubrió que TGFB2 está compuesta por dos subunidades idénticas, cada una con 112 aminoácidos y unidas entre sí por puentes disulfuro. El 71,4% de la secuencia de la proteína TGFB2 es homóloga a la de TGFB1 (OMIM 190180).
Se ha determinado la estructura cristalina de TGF beta 2, con una resolución de 2,1 A y refinada a un factor de resolución de 0,172. El monómero carece de un núcleo hidrófobo bien definido y muestra un pliegue no globular, inusualmente alargado con un tamaño de aproximadamente 60 x 20 x 15 A. Ocho cisteínas forman cuatro enlaces disulfuro intracatenarios, que se agrupan en una región del núcleo formando una red complementaria a la red de enlaces de hidrógeno. El dímero se estabiliza por la novena cisteína, que forma un enlace disulfuro entre cadenas, y por dos interfaces hidrófobas idénticas. Del análisis del perfil de secuencia de otros miembros de la superfamilia TGF-beta, incluyendo las activinas, inhibinas y varios factores de desarrollo, se deduce que también adoptan el pliegue TGF- beta.

## Función
TGF-β2 regula la proliferación y diferenciación de diferentes tipos de células, uniéndose a varios receptores, uno de los cuales parece ser una serina/treonina proteína kinasa. Está involucrado en la cicatrización de heridas, formación de tejido óseo y modulación de funciones inmunes.